# Urban Vermin
Urban Vermin ist eine kanadische Animationsserie, die zwischen 2007 und 2008 produziert wurde.

## Handlung
Die zwei Waschbären Ken und Abe sind alles andere als nett und putzig und wurden aufgrund der Überheblichkeit von Ken von Freunden zu Feinden. So versucht Ken mit einer Rattenarmee die Gegen unter seiner Kontrolle zu bringen und  Ordnung in der Kanalisation, den Gassen und Parks zu schaffen. Sein Bruder Abe hält allerdings nichts von diesem Pseudo-Heldentum und wehrt sich gegen diese Diktatur. Dabei passieren viele lustige und verrückte Erlebnisse und Abe kämpft gemeinsam mit dem neurotischen Stinktier, einem Maulwurf und einem Eichhörnchen, das sich für einen Menschen hält gegen Ken. 

## Produktion und Veröffentlichung
Die Serie wurde zwischen 2007 und 2008 von Decode Entertainment in Kanada produziert. Dabei sind 26 Folgen entstanden.
Erstmals wurde die Serie am 8. Oktober 2007 auf YTV ausgestrahlt. Die deutsche Erstausstrahlung fand am 14. April 2008 auf Jetix und im Free-TV am 2. Juni 2008 auf RTL II statt. 

## Episodenliste
| Folge | deutscher Titel           | deutsche Erstausstrahlung | Originaltitel                       |
| 1     | Die Feindlichen Brüder    | 14.04.2008                | Arms Race                           |
| 2     | Robodog                   | 15.04.2008                | Dog Of War                          |
| 3     | Kim Jong Shrill           | 16.04.2008                | Rat Pack                            |
| 4     | Wahlbetrug                | 17.04.2008                | Hearts And Minds                    |
| 5     | Der Stinkerclub           | 18.04.2008                | Stink Club                          |
| 6     | Die Donut-Maschine        | 21.04.2008                | Dirty Dozen Donuts                  |
| 7     | Filmstar Nigel            | 22.04.2008                | Tunnel Vision                       |
| 8     | Agent Null-Null-Coco      | 23.04.2008                | The Mole That Came In From The Cold |
| 9     | Unruhiger Urlaub          | 24.04.2008                | An Acorn Too Far                    |
| 10    | Operation Gegengift       | 25.04.2008                | Operation Antidote                  |
| 11    | Radio GLF                 | 28.04.2008                | Radio Free Rubbish                  |
| 12    | Abe ohne Erinnerung       | 29.04.2008                | Shell Shocked                       |
| 13    | Alien oder kein Alien     | 30.04.2008                | Black Box Down                      |
| 14    | Schöne neue Welt          | 01.05.2008                | We Won                              |
| 15    | Muttertag                 | 02.05.2008                | Dirty Rotten Mammals                |
| 16    | Hirn-Attacke              | 26.05.2008                | Dream Weasel                        |
| 17    | Lauf, Coco, lauf!         | 27.05.2008                | Run Coco Run                        |
| 18    | Operation Kazoo           | 28.05.2008                | Raiders Of The Lost Kazoo           |
| 19    | Der Doppelte Madman       | 29.05.2008                | Double Or Nothing                   |
| 20    | No-Neck macht blau        | 30.05.2008                | Ferret Bueller’s Day Off            |
| 21    | Der Fischstäbchenkonflikt | 02.06.2008                | An Officer And A Chipmunk           |
| 22    | Die Macht des Duftes      | 03.06.2008                | War Of The Roses                    |
| 23    | Verschüttet               | 04.06.2008                | Earth Quake                         |
| 24    | Film fatal                | 05.06.2008                | Behind The Garbage                  |
| 25    | Achtung Kuchendiebe!      | 09.06.2008                | Rashomom                            |
| 26    | Besuch aus dem Weltraum   | 10.06.2008                | Nero Go Home                        |